# Lighthouse Point
Lighthouse Point es una ciudad ubicada en el condado de Broward en el estado estadounidense de Florida. En el Censo de 2010 tenía una población de 10.344 habitantes y una densidad poblacional de 1.670,36 personas por km².

## Geografía
Lighthouse Point se encuentra ubicada en las coordenadas 26°16′39″N 80°5′20″O / 26.27750, -80.08889. Según la Oficina del Censo de los Estados Unidos, Lighthouse Point tiene una superficie total de 6.19 km², de la cual 5.98 km² corresponden a tierra firme y (3.51%) 0.22 km² es agua.

## Demografía
Según el censo de 2010, había 10.344 personas residiendo en Lighthouse Point. La densidad de población era de 1.670,36 hab./km². De los 10.344 habitantes, Lighthouse Point estaba compuesto por el 94.04% blancos, el 1.65% eran afroamericanos, el 0.26% eran amerindios, el 1.56% eran asiáticos, el 0.03% eran isleños del Pacífico, el 0.89% eran de otras razas y el 1.58% pertenecían a dos o más razas. Del total de la población el 7.53% eran hispanos o latinos de cualquier raza.